# Motor cu aprindere prin scânteie

Termenul de motor cu aprindere prin scânteie se referă de obicei la motoarele cu ardere internă, în special motoarele pe benzină. La motorul cu aprindere prin scânteie inițierea procesului de ardere a amestecului aer-combustibil se face în interiorul camerei de ardere cu o scânteie de la o bujie. Termenul contrastează cu motoarele diesel cu aprindere prin compresie, unde căldura generată de compresie este suficientă pentru a iniția procesul de ardere. 
Cei 4 timpi de funcționare a motorului sunt: 
| Timpul 1 – Admisia | Timpul 2– Comprimarea |
| Admisia amestecului carburantului în cilindrul motorului, are drept scop umplerea cilindrului cu amestec carburant și se efectuează prin deplasarea pistonului de la punctul mort interior la punctul exterior. Prin deplasarea pistonului, în cilindru se creează o depresiune datorită căreia, aerul atmosferic este absorbit prin camera de amestec a carburatorului. Aici întâlnește benzina care ajunge printr-un tub, o vaporizează și se formează amestecul carburant. Ca urmare a depresiunii create în cilindru, pe tot parcursul admisiei presiunea amestecului carburant este ceva mai mică decât presiunea atmosferică, adică 0,75-0,95 daN/cm2, iar temperatura crește la circa 373°K. Temperatura amestecului crește datorită gazelor arse neevacuate și a pieselor încălzite ale motorului. | Amestecul carburant este comprimat, progresiv până când pistonul ajunge la punctul mort interior, ocupând numai volumul camerei de compresie. Ca urmare, presiunea amestecului carburant se ridică la 5-10 daN/cm2, iar temperatura ajunge la 500-600°K. Cu puțin înainte ca pistonul să ajungă la un punct mort interior o scânteie electrică dată de bujie, aprinde amestecul și astfel are loc arderea rapidă, sub formă de explozie. După ardere rezultă gaze cu o presiune de 25-40 daN/cm2 și temperatură de 2273-2573°K. |
| Timpul 3 – detenta sau destinderea gazelor | Timpul 4 – evacuarea gazelor de ardere |
| Este procesul prin care gazele care au rezultat în urma arderii își măresc volumul și astfel deplasează pistonul de la punctul mort interior la punctul mort exterior. Pe tot acest parcurs, ambele supape închid orificiile respective, iar gazele de ardere, prin destinderea lor, dau naștere la o forță care acționează asupra pistonului și prin bielă se transmite la arborele motor. Acesta este timpul motric, cursa motrică sau utilă, care produce lucru mecanic necesar funcționării motorului. La sfârșitul detentei presiunea gazelor scade, ajungând la 2-4 daN/cm2, iar temperatura este de 1073-1273°K. Cu puțin înainte ca pistonul să ajungă la punctul mort exterior se deschide supapa de evacuare și începe evacuarea care are loc până la sfârșitul cursei                           | Este procesul care are loc în timp ce pistonul se deplasează de la punctul mort exterior la punctul mort interior. Orificiul de evacuare este deschis de supapa respectivă, iar cel de admisie este închis, ceea ce permite ieșirea gazelor din cilindru. În timpul evacuării, presiunea gazelor arse este de 1,1-1,25 daN/cm2, iar temperatura este de cca 873-1073°K. Cu puțin înainte ca pistonul să ajungă la punctul mort interior, supapa de admisie se deschide și începe admisia cu avans, pentru ciclul următor.       |